# Universo immaginario

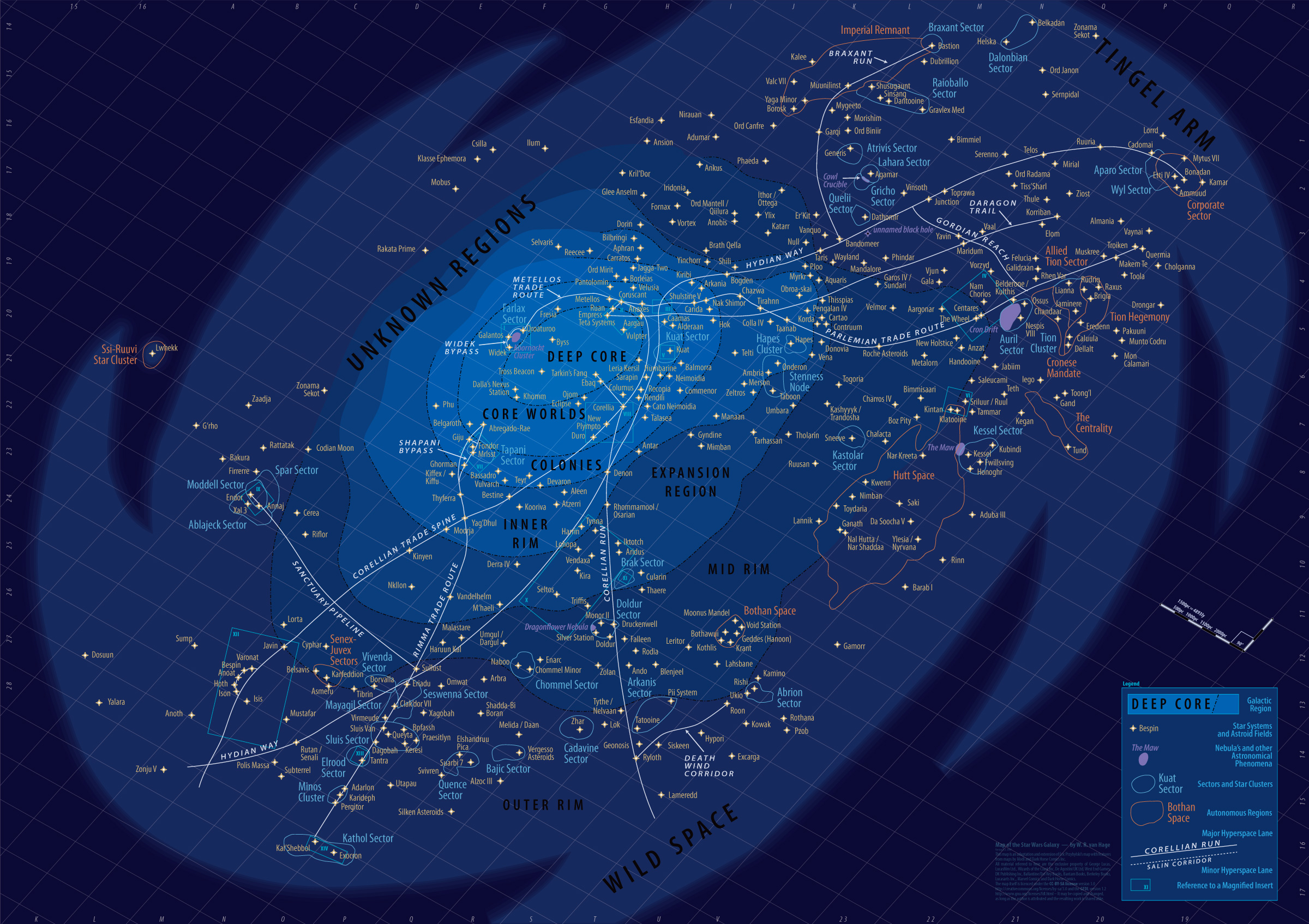
Mappa della galassia nelluniverso immaginario creato dalla LucasArts come ambientazione per i film della serie Guerre stellari.

Un universo immaginario è un sistema universale di fantasia, cioè ideato intellettivamente, immaginato coeso e dotato di una coerenza interna, che serve come ambientazione o sfondo per una o, più comunemente, una serie di opere di narrativa.
Ogni opera di letteratura in un certo senso genera un mondo a sé, ma un mondo immaginario è quello che creato spesso in un libro oppure un film diventa la base di molto altro: per giochi o videogiochi, per altri prodotti dell'ingegno e per racconti successivi (infatti il più delle volte ha un'esistenza che si estende oltre una singola vicenda).
Generalmente consiste in un luogo e in un tempo che evoca il senso di un mondo distinto, unico nel contenuto e nel contesto, rispetto alle storie che si è soliti conoscere. L'universo immaginario nel senso proprio e originale del termine è in relazione ai concetti astronomici di: spazi cosmici, pianeti, stelle e galassie o dimensioni della fantascienza (e di alcune teorie scientifiche).

## Caratteristiche
Gli universi immaginari sono molto comuni, ma non esclusivi, del genere fantascienza (ci sono anche di tipo "fantasy" e di "horror", dove però spesso risulta più indicato parlare di mondo immaginario).

Molti universi scritti in questi generi hanno leggi fisiche e metafisiche differenti dalle nostre che permettono di usare la magia, i poteri psichici ed altri tipi di fenomeni paranormali, o le ipotesi possono essere basate su un universo parallelo che ha alcune congetture e teorie scientifiche come il multiverso. Anche se queste leggi possono non essere internamente consistenti, permettono all'autore di fornire nel testo alcune spiegazioni di come il loro mondo immaginario differisce dal nostro.
Un comune metodo usato dal creatore per illustrare il suo universo immaginario è focalizzare l'attenzione su una piccola area, rivelando il resto del mondo solo attraverso accenni o brevi descrizioni. 
Gli eventi a volte si svolgono interamente in una sola città, ma viene rivelata la completa estensione dell'intero mondo, attraverso vari espedienti, anche se il resto del mondo risulta in molte dimensioni separate.
La maggior parte dell'azione può essere in una singola struttura e nei dintorni, sebbene il suo mondo comprenda un'intera e distinta società globale.
I creatori di universi immaginari possono far entrare in contatto i loro personaggi e le loro storie con una moltitudine di mondi, migliaia di personaggi e centinaia di trame interconnesse. Ciò è vero in particolare per la televisione o per i fumetti, dove più autori possono fare opere nello stesso universo contemporaneamente. Molti universi immaginari sono sopravvissuti ai loro creatori.
È difficile determinare in cosa consiste attualmente un "universo immaginario".
Il mondo immaginario è coeso con regole proprie e concetti funzionali, ma comprende solo un piccolo territorio o tutti i territori su alcuni mondi (anche dimensioni) non strutturati nel modo dell'astrofisica (su vari pianeti); mentre l'universo immaginario è invece globale planetario, stellare e addirittura galattici o intergalattici.
Un universo immaginario può ugualmente essere interconnesso ad altri universi attraverso espedienti fantascientifici e una serie di universi interconnessi è chiamato multiverso.
Questi multiversi sono stati caratterizzati prevalentemente nella fantascienza della metà del XX secolo
Alcuni universo immaginari si trovano fra differenti universi o, per meglio dire, differenti linee temporali e differenti dimensioni che comprendono numerosi stati di esistenza per i personaggi stessi e per interi mondi.

## Struttura
Un universo immaginario può essere definito in una singola opera, come in 1984 di George Orwell o ne Il mondo nuovo di Aldous Huxley, ma oggigiorno è più comunemente definito in serie di libri a finale aperto. Molti universi immaginari sono basati direttamente o indirettamente sul nostro universo. Un universo immaginario è usualmente differente dalle ambientazioni e dalle cosmologie stabilite delle antiche o moderne leggende, miti e religioni, anche se ci sono innumerevoli universi immaginari che si ispirano a questo tipo di fonti.
Negli universi immaginari di scala ridotta, le caratteristiche generali e la cronologia degli eventi si adatta ad una continuity organizzata. Comunque, nel caso di universi che sono stati riscritti o aggiornati da differenti autori, creatori o editori, questa continuity può essere violata, per sbaglio o volontariamente. L'utilizzo di una "continuity retroattiva" (retcon, ovvero una riscrittura della trama di eventi passati) spesso avviene in conseguenza di queste revisioni o sviste. I membri dei fandom creano un proprio canone (fanon) per rimediare a tali errori; il fanon che diventa generalmente accettato qualche volta diventa il canone attuale. Altre modifiche di appassionati ad un universo (parodie, pastiche, fanfiction) sono usualmente non considerate canoniche a meno che non siano autorizzate ufficialmente.

## Collaborazione
Gli universi immaginari sono a volte condivisi da più autori, ognuno dei quali lavora in quell'universo garantendo di mantenere approssimativamente il canone attuale. Altri universi sono creati da uno o più autori ma sono pensati per essere usati non canonicamente da altri, come nelle ambientazioni per i giochi, particolarmente nei giochi di ruolo e nei videogiochi, come, ad esempio, nel gioco di ruolo Dungeons & Dragons, dove il termine "ambientazione" assume un significato particolare. I mondi virtuali sono universi immaginari nei quali si svolgono i videogiochi online, fra i quali MMORPG e MUD. Possono anche avvenire degli incroci (chiamati crossover), quando due o più personaggi immaginari, serie o universi intrecciano le proprie storie o i propri eventi con altri, usualmente nel contesto di un personaggio creato da un autore o appartenente ad una azienda che incontra un personaggio creato o posseduto da qualcun altro. Nel caso in cui due universi immaginari si intrecciano cronologicamente nello stesso momento (cioè l'oggi dei due universi accade nello stesso momento), viaggi fisici da un universo all'altro possono accadere nel corso della storia. Questi intrecci sono spesso, ma non sempre, considerati non canonici dai loro creatori o da chi ne possiede la proprietà intellettuale.

## Esempi di universi immaginari
Nella letteratura esistono molti esempi di universi immaginari, come quello di Star Trek (sopravvissuto ai creatori), quello lovecraftiano o quello tolkieniano, così come nei videogiochi, come quello di Warcraft o di Diablo. Nel fumetto sono universi immaginario quelli di Dragon Ball e gli universi DC Comics e Marvel.
Gli eventi di 1984 si svolgono interamente nella città di Londra, ma viene rivelata la completa estensione del suo mondo totalitarista attraverso la lettura del libro bandito di Goldstein e delle memorie del suo protagonista. Molte delle serie televisive di Buffy l'ammazzavampiri sono ambientate in una sola città californiana, anche se il resto del mondo, il "Buffy world", si espande in tutta la Terra e, per la precisione, in molte dimensioni separate. La maggior parte dell'azione nella serie di romanzi Harry Potter avviene in una singola scuola e nei dintorni, sebbene il suo mondo magico comprenda un'intera e distinta società globale.
L'Utopia, di Tommaso Moro (1516), è uno dei primi esempi di mondo immaginario coeso con regole proprie e concetti funzionali, ma comprende solo una piccola isola. Altri, come Il Signore degli Anelli di J. R. R. Tolkien o Cronache del ghiaccio e del fuoco di George R. R. Martin sono invece globali; altri ancora, come Star Trek e Guerre stellari sono addirittura galattici o intergalattici. Un universo immaginario può ugualmente essere interconnesso ad altri universi attraverso espedienti fantascientifici come i "mondi paralleli", e una serie di universi interconnessi è chiamato multiverso. Questi multiversi sono stati caratterizzati prevalentemente nella fantascienza della metà del XX secolo; nella serie di albi a fumetti della metà degli anni ottanta Crisi sulle Terre infinite innumerevoli universi paralleli venivano distrutti. La Guida galattica per gli autostoppisti, quando considerata come insieme di 5 libri, va avanti e indietro fra differenti universi o, per meglio dire, passa attraverso differenti linee temporali e differenti dimensioni che comprendono numerosi stati di esistenza per i personaggi e per la Terra stessa.